# Tanegashima (arcabuz)

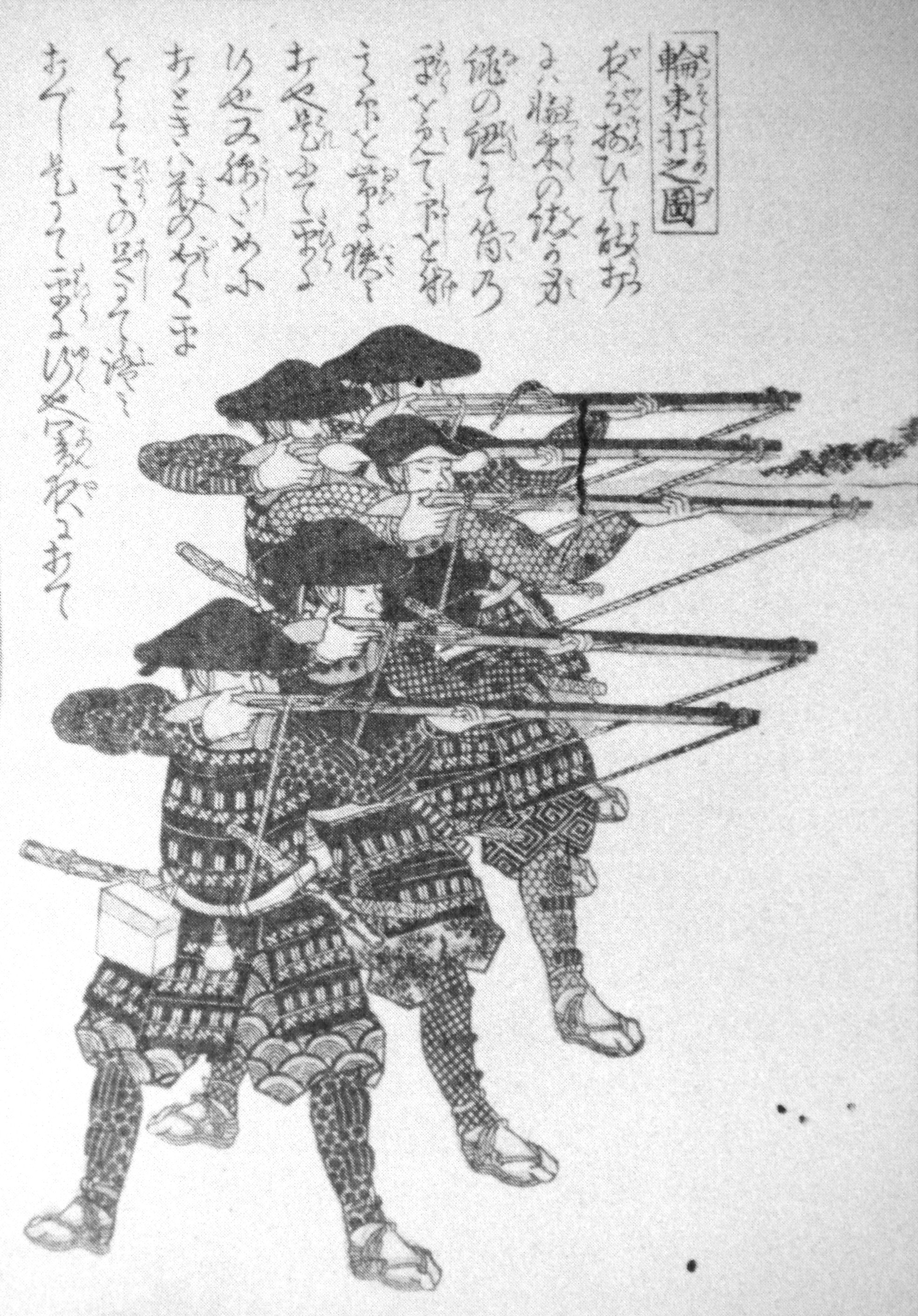
Infantería japonesa (ashigaru) disparando sus tanegashima (arcabuces) durante una práctica de tiro nocturno, empleando sogas para mantener una adecuada elevación de disparo.

El tanegashima (種子島?), también conocido como hinawajū (火縄銃?), fue un tipo de arcabuz introducido en Japón por los portugueses en 1543. Los tanegashima fueron empleados por los samurái y su infantería (ashigaru), por lo que en unos pocos años la introducción del tanegashima en batalla cambió para siempre el modo de hacer la guerra en Japón.

## Historia

### Orígenes
El tanegashima parece estar basado en arcabuces con llaves de mecha "mordedoras" que eran producidos en la armería de Goa en la India portuguesa, la cual fue capturada por los portugueses en 1510. El nombre de tanegashima proviene de la isla japonesa de Tanegashima, donde un junco chino con aventureros portugueses a bordo se refugió de una tormenta en 1543. El señor de la isla, Tanegashima Tokitaka (1528-1579), compró dos arcabuces a los portugueses y ordenó a un espadero que copiase el cañón y el mecanismo de disparo del arma. El espadero (Yaita) no tuvo muchos problemas con la mayor parte del arma pero "perforar el cañón helicoidalmente para que el perno (bisen) pueda ser enroscado" era un gran problema, ya que esta "técnica aparentemente era desconocida en Japón hasta ese momento". Los portugueses repararon su barco y partieron de la isla, para volver al año siguiente con un herrero portugués y solucionar el problema. A solo diez años de su introducción, se reportó la manufactura de 300.000 tanegashima.

### Difusión
Numerosas familias antiguas y aristocráticas despreciaron estas armas al principio por considerarlas impropias de un samurái. Pero no tardaron en cambiar de opinión, o bien en ser aniquiladas por otros clanes menos idealistas. A la versión japonesa de estos arcabuces se les llamó “Teppô” o “Tanegashima”, debido al nombre de la zona donde llegaron con ellas los europeos. Los herreros de allí estaban en buenas condiciones para empezar a fabricarlos, ya que poseían playas de arena negra con un alto contenido de hierro. Los daimio del centro y oeste del país adquirieron ventaja con respecto a sus rivales del este con la difusión de estas armas, ya que tuvieron mayores facilidades para comprarlas e importar los ingredientes de la pólvora. Un ejemplo fue la familia Ashikaga, que recibieron las armas del daimio de Tanegashima, y los entregaron a su vez a sus partidarios junto a la fórmula de la pólvora. Algunas otras familias sin esos vínculos con los Ashikaga tuvieron que recurrir a diversas estratagemas para hacerse con ellas. Los Matsura (pequeño daimio del norte de Kyusho) hicieron convertirse al cristianismo a dos de sus samuráis para asegurarse la confianza de los portugueses y realizar tratos comerciales.

### Fabricación
La fabricación de los teppô era cara, y al principio los herreros eran generalmente sometidos a una vigilancia y supervisión tan constante, que solo los señores autorizados podían encargarlas y aun así, en una escala severamente limitada. Los sacerdotes de Negorojoi se hicieron con un arcabuz japonés en 1543, y sus herreros establecieron una forja para reproducirlo hasta formar una fuerza de 300 tiradores en 1570. Gracias al talento de estos herreros, pronto fabricaron cañones de acero mediante la técnica del enrollado y un grupo de éstos, los Kunitomo, se las ingenió para idear un proceso en el que podría introducirse lentamente un tornillo en un cañón al rojo vivo para preparar el estriado, proceso muy importante y complicado que aumentaba mucho la eficacia y precisión del arma. El estriado ya era una tarea extraordinariamente difícil para los herreros europeos de principio del siglo XVI, y este método japonés de introducir un tornillo no parece haber sido común en Inglaterra hasta 1635.

### Características
Al ser reproducidos por los herreros japoneses, los arcabuces introducidos por los portugueses se convirtieron en una amplia y variopinta gama de armas de fuego. Algunos eran más cortos (87 cm) aunque con el tiempo prefirieron armas largas (entre 120 y 140 cm), siendo uno de los más grandes uno de 300 cm de largo y 135 kg de peso a principios del siglo XVII. Los japoneses prefirieron los arcabuces con culatas curvas e intentaron mejorar la precisión del disparo más que elevar la velocidad de fuego. Un tanegashima estriado podía disparar a una distancia de 1.000 m, que superaba ampliamente el alcance de los arcos, pero su alcance efectivo era de 100 m y la precisión se limitaba a unos 50 m. Incluso mucho después, en 1775 estos tanegashima no podían dispararse con precisión a mayores distancias.
El hecho de que estas armas hubieran de pasar un periodo de prueba, sugiere que sus ventajas no fueron evidentes de inmediato. Eran pesadas y caras, y se necesitaban varios minutos para cargarlas. Tanto en Europa como en Japón existieron polémicas sobre la superioridad de las armas de fuego y el arco o la ballesta, aunque acabaran triunfando las primeras.

### Organización militar
-Los arcabuces alcanzaron la paridad con los arcos, pero solo empezaron a ser un arma eficaz cuando los tiradores se organizaron en grupos cohesionados, un proceso que no comenzó hasta la década de 1570.
-A partir de 1590 el uso de armas de fuego cambió de forma espectacular. Y ya hacia 1600 sustituyeron casi completamente a los arcos, infligiendo el 80% de heridas en las escaramuzas.
-Al contrario que los arqueros ashigaru, cuyas habilidades exigen destreza y una práctica constante, los hombres armados con arcabuces no necesitaban mucho más que instrucción y disciplina.
-El arcabuz es más eficiente cuando se dispara en andanadas cerradas, cargando y disparando por filas (habitualmente tres). Para que esto funcione, es necesario que las tropas mantengan una disciplina estricta.

### Tipos de tanegashima
•Hamaza-zutsu.- Arcabuces de muralla o borda con una longitud que oscilaba entre los 1,5 a 2 metros y calibre superior a 10 monme (18,5 mm aproximadamente).
•Hiya-zutsu.- Especie de mortero que lanza el bo-hiya, una especie de flecha incendiaria.
•Ban-zutsu.- Fue el arma típica en los campos de batalla, de 1,3 metros de longitud y pequeño calibre, 11 o 13 mm (2 o 3 monme), su peso oscilaba entre los 3 y 3,5 kg por lo que podríamos considerarla ligera.
•Chyu-zutsu.- Se dice que fue el arma del samurái, entendiendo por ello todo un arma de prestigio, de similar longitud al Ban-zutsu, pero de superior calibre (entre 15 y 18 mm) y calidad en los materiales y decoración.
•Bajou-zutsu.- En torno a los 40 o 60 cm, podríamos considerarla como una carabina. Pensada para su uso a caballo, eran tremendamente complejas de manejar con una sola mano. En algunos tratados (Inatomi), aparecen dibujos explicativos de la forma en que los jinetes deben utilizar el bajou-zutsu.
•Tanzutsu.-De estilo similar a la pistola, se emplean con una sola mano. Sin uniformidad en el calibre, aunque generalmente medio, pudiendo oscilar entre los 8,5 o 18 mm. Por debajo de los 40 cm de longitud, su tamaño varía entre las muy cortas (de bolsillo), hasta las pistolas-carabinas.

### Período Sengoku

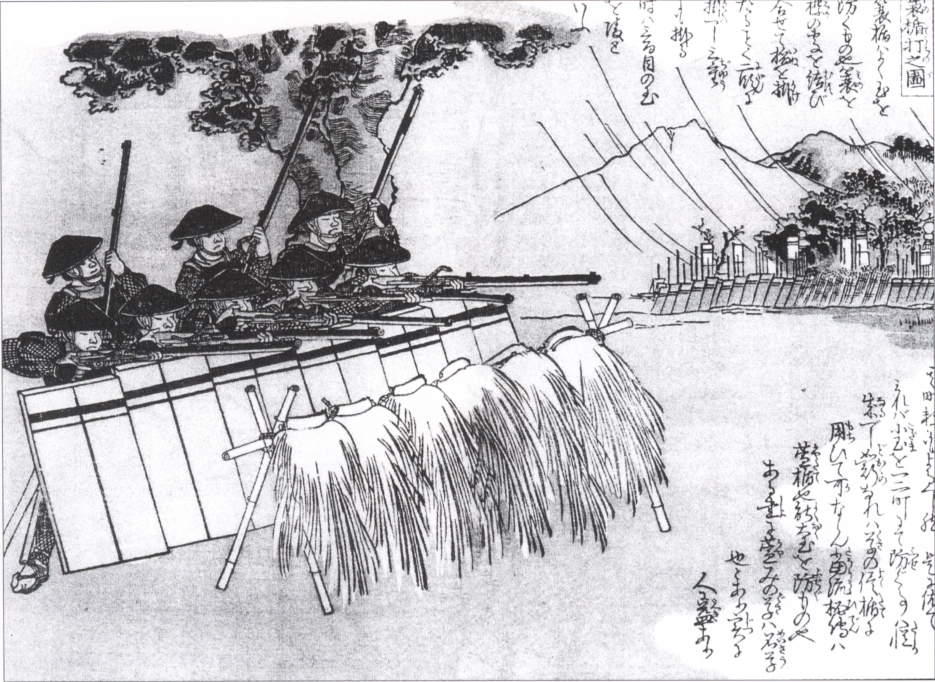
Ashigaru (infateristas) disparando arcabuces (tanegashima) a cubierto de escudos (tate).

La mayor parte de Japón estaba involucrada en guerras internas durante el período Sengoku (1467-1603), ya que los señores feudales luchaban por la supremacía. Las armas de mecha fueron introducidas a mediados de este período y luego de su entrada en combate, fueron ampliamente utilizadas hacia fines del mismo y tuvieron un papel decisivo en la guerra. En 1549, Oda Nobunaga ordenó que se fabricasen 500 arcabuces para sus ejércitos. Los beneficios de las armas de fuego todavía eran relativamente cuestionables, respecto a otras armas. En aquel entonces, las armas de fuego aún eran bastante primitivas y voluminosas. Según un estimado, en el Japón del siglo XVI, un arquero podía disparar 15 flechas en el mismo tiempo que le tomaría a un arcabucero cargar, apuntar y disparar su arma. Además el alcance efectivo era de apenas 80-100 m, distancia a la era fácil que una bala rebotase de una armadura. Las armas de mecha eran vulnerables en tiempo húmedo y lluvioso, porque la pólvora podía humedecerse, pero una ventaja era que las armas de fuego podían ser efectivamente empleadas por campesinos o soldados de bajo rango.
Los japoneses rápidamente idearon diversas técnicas para mejorar la efectividad de sus arcabuces. Ellos desarrollaron una técnica de disparo en serie para crear una lluvia continua de balas sobre el enemigo. También desarrollaron grandes calibres para incrementar su letalidad. Se inventaron cajas protectoras de madera laqueada para cubrir la llave de mecha, que permitían disparar durante la lluvia, así como sistemas para disparar los arcabuces durante la noche, que mantenían ángulos fijos mediante cuerdas de distinta longitud.

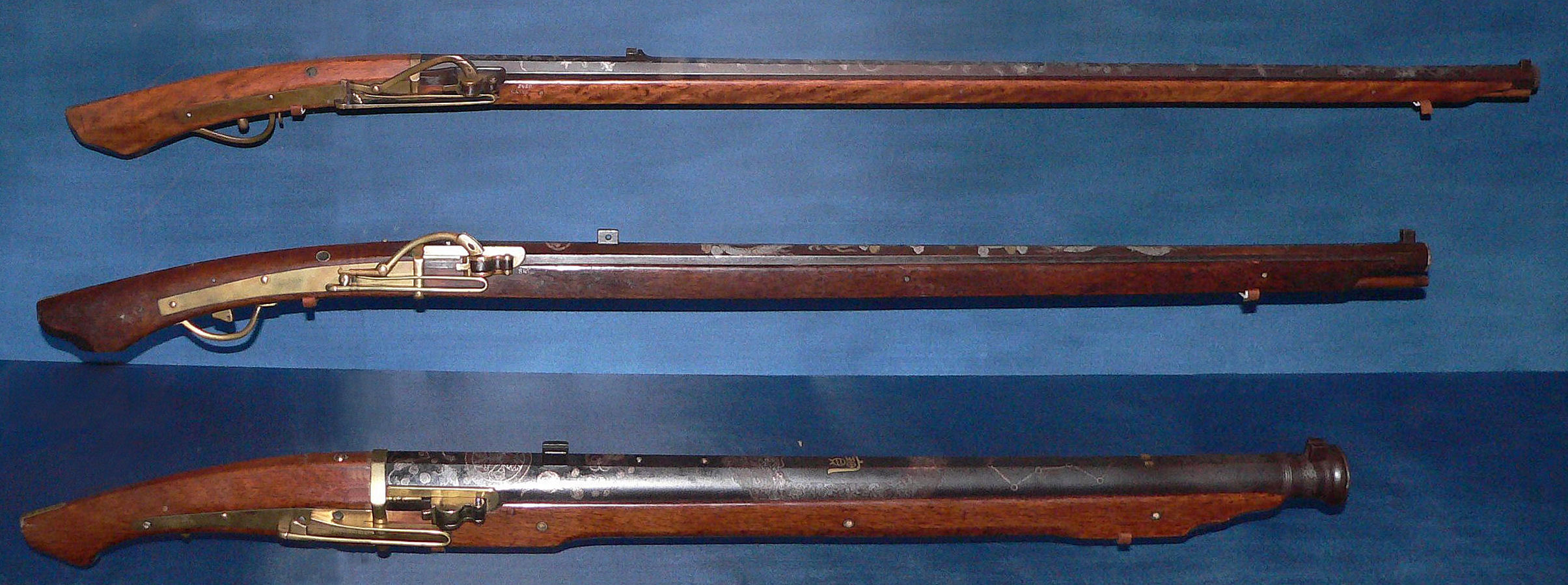
Tres tanegashima del período Edo.

 En 1563, el clan Amako de la provincia de Izumo venció al clan Kikkawa, con 33 de sus adversarios heridos por tanegashima, por lo que en 1567 Takeda Shingen declaró: "Por tanto, los arcabuces serán las armas más importantes, reduciéndose así el número de lanzas por unidad y que sus hombres más capaces sean equipados con arcabuces". Oda Nobunaga usó los tanegashima en la Batalla de Anegawa (1570) y nuevamente contra el poderoso clan Takeda en la Batalla de Nagashino (1575), donde 3.000 arcabuceros ayudaron a ganar la batalla disparando, en oleadas, 1.000 disparos cada vez. Ellos estaban ocultos al otro lado de un río y emplearon parapetos para detener eficazmente las cargas de infantería y caballería, al mismo tiempo que estaban protegidos. La derrota del poderoso clan Takeda trajo cambios permanentes a las tácticas de batalla.
Japón se entusiasmó tanto con las nuevas armas, que posiblemente sobrepasó a cada país europeo en lo que a números totales de producción respecta. Japón también empleó los arcabuces en la invasión japonesa de Corea de 1592, donde un cuarto de la fuerza invasora de 160.000 hombres eran arcabuceros. Fueron sumamente exitosos al inicio y lograron capturar Seúl apenas 18 días después de desembarcar en Busan.

### Período Edo

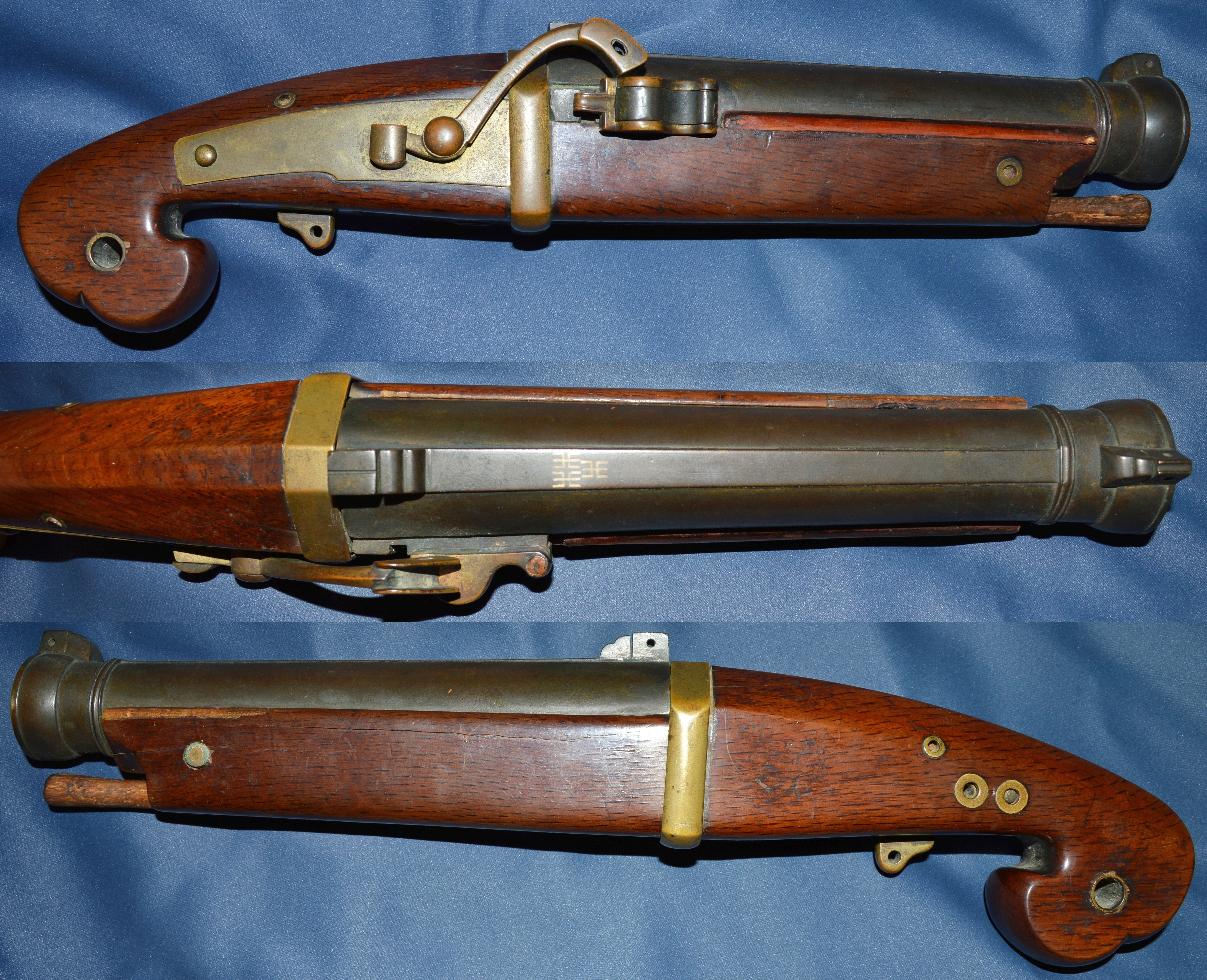
Antigua pistola de mecha japonesa.

La guerra interna por el control de Japón fue ganada por Tokugawa Ieyasu, que derrotó a sus rivales en la Batalla de Sekigahara en octubre de 1600. Tres años más tarde, estableció el Shogunato Tokugawa, una poderosa entidad que mantendría la paz, estabilidad y prosperidad en Japón por los siguientes 250 años. A esto se le conoce como el período Edo (1603-1868). Desde mediados del siglo XVII, Japón decidió aislarse del mundo occidental, así como de China y Corea a través de su política del Sakoku. Al contrario de la creencia popular, esto no causó que Japón "renuncie a las armas de fuego". De hecho, los arcabuces fueron empleados con menos frecuencia porque durante el período Edo no se dieron grandes conflictos donde pudiesen ser de utilidad. Con frecuencia, la espada era simplemente el arma más práctica en los pequeños conflictos promedio del período Edo. También debe observarse que el aislamiento no redujo la producción de armas de fuego en Japón; al contrario, hay evidencia de unos 200 armeros en Japón hacia el final del período Edo. Pero la influencia social de las armas de fuego había cambiado: como argumentó el historiador David L. Howell, para muchos japoneses, el arcabuz pasó de ser un arma a una herramienta agrícola para ahuyentar animales. Sin enemigos externos por más de 200 años, los tanegashima fueron principalmente empleados por los samurái para cacería y tiro al blanco, la mayoría siendo relegados a los arsenales de los diversos señores feudales (daimyō).

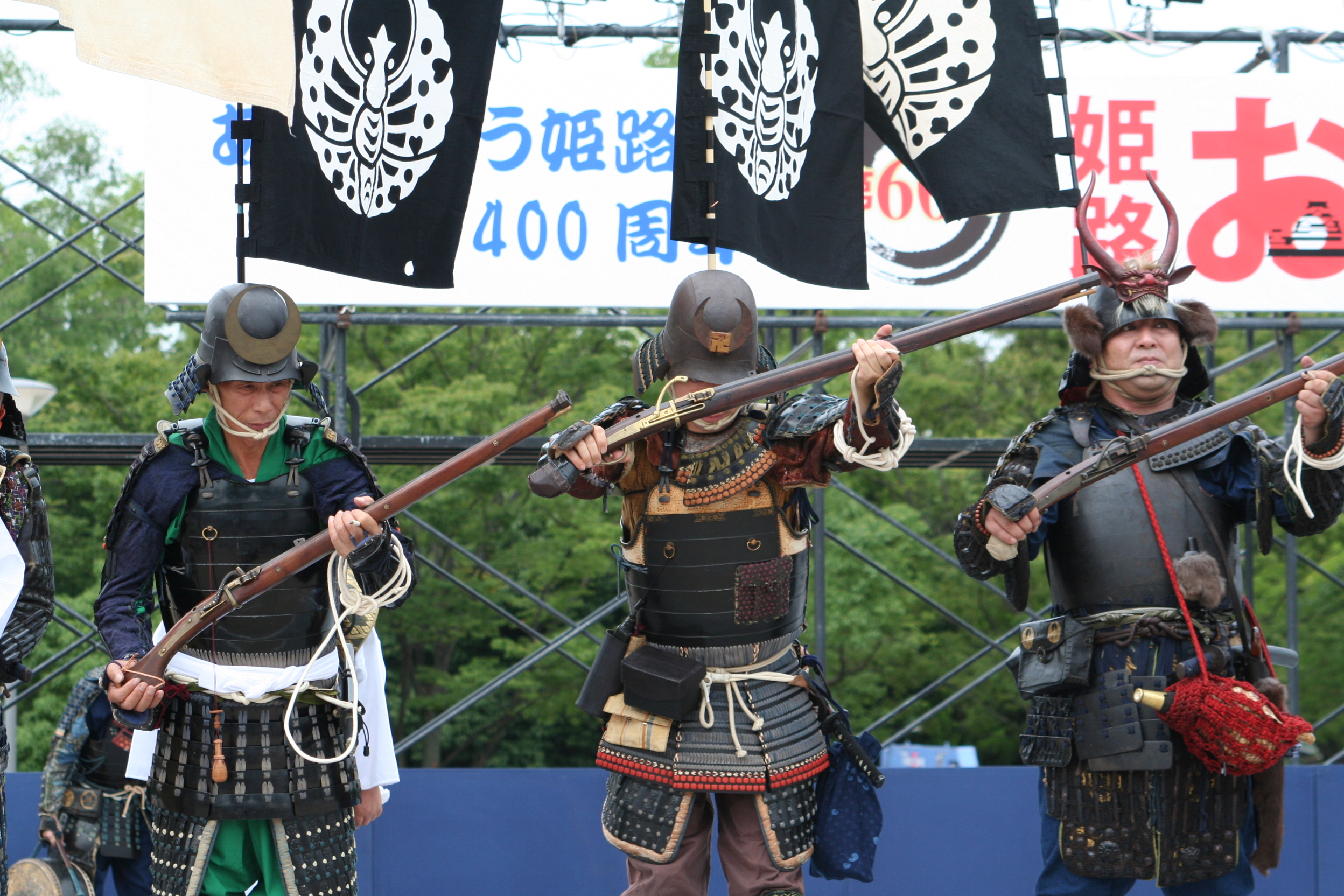
Recreadores históricos armados con tanegashima en Japón.

La llegada al Japón de una escuadra de la Armada estadounidense al mando del Comodoro Perry en 1854, dio inicio a un período de rearme. El tanegashima era un arma anticuada para inicios del siglo XIX y diversas facciones samurái compraron armas de fuego modernas, incluso el fusil Minié, fusiles de retrocarga y fusiles de repetición. La era de los samurái terminó en 1868 con el inicio de la Era Meiji, cuando los japoneses pasaron a conformar un Ejército nacional de reclutas con armas y uniformes modernos. El último empleo en Japón de armaduras y armas tradicionales samurái, incluyendo los tanegashima, fue durante la Rebelión Satsuma (1877), cuando el recientemente establecido Ejército Imperial Japonés del gobierno Meiji acabó con los últimos samurái y su resistencia a la modernización.

### Empleo moderno
Hoy en día los tanegashima están disponibles a través de comerciantes de armas antiguas y de equipamiento samurái tanto en Japón como en occidente. Los recreadores históricos japoneses escenifican batallas donde se empleó el tanegashima y los aficionados a las armas de avancarga emplean el tanegashima para tiro al blanco.[cita requerida]

## Piezas del tanegashima
- Shiba-hikigane - Cantonera
- Hikigane - Gatillo
- Karakuri - Seguro
- Jiita - Platina
- Yuojintetsu - Guardamonte
- Biyu - Remache
- Hinawa Toushi Ana - Agujero para la mecha
- Hajiki Gane - Muelle
- Dugane - Armella
- Hibasami - Serpentina
- Amaoi - Protección del cañón
- Hibuta - Cubierta de la cazoleta
- Hizara - Cazoleta
- Dai - Culata
- Tsutsu - Cañón
- Moto Maete - Alza
- Udenuki - Agujero para la correa portafusil
- Naka Maete - Alza intermedia
- Mekugi Ana - Agujero para el pasador
- Saki Maete - Punto de mira
- Karuka - Baqueta
- Suguchi - Boca del cañón

|}

## Galería

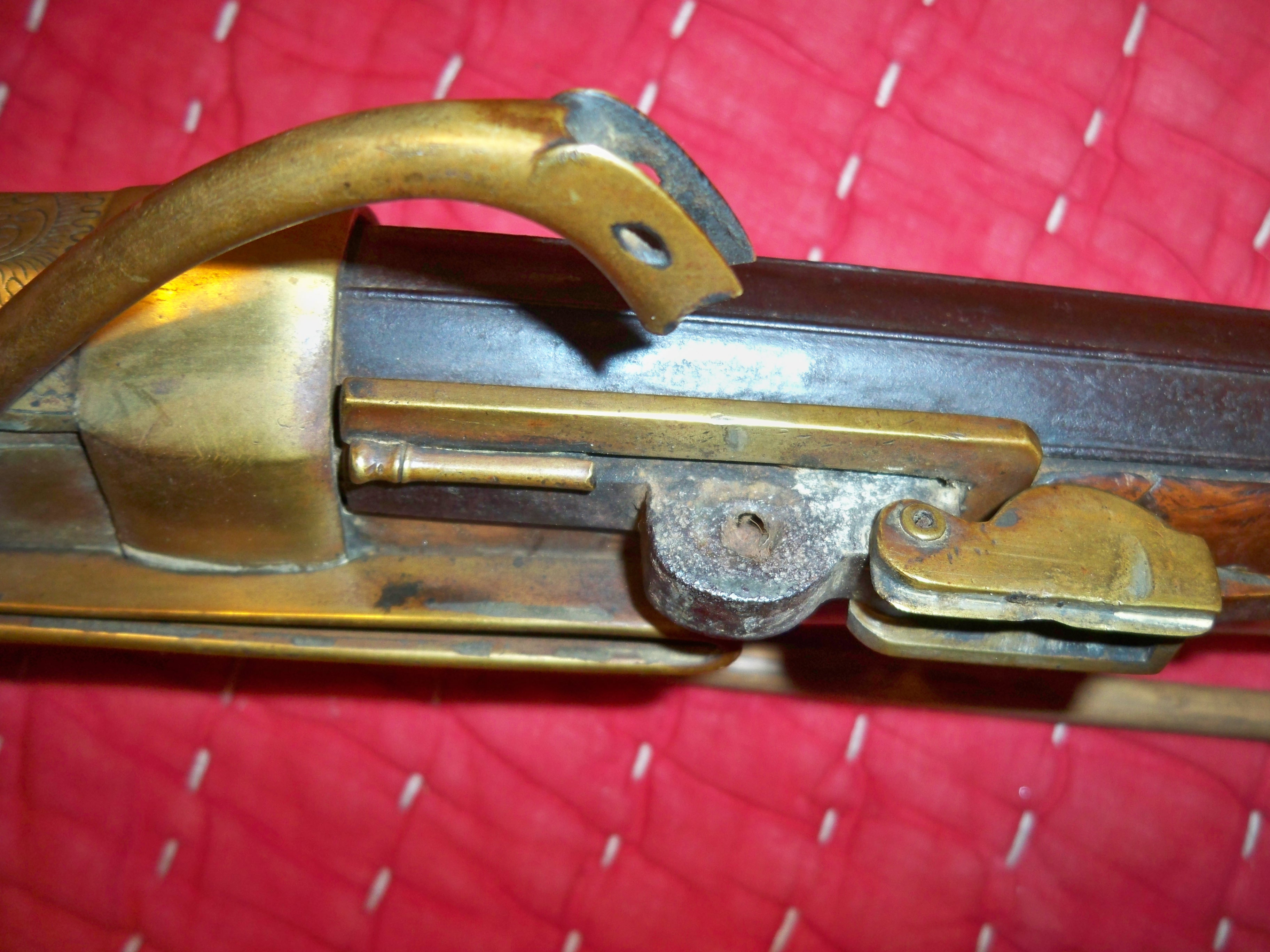
Detalle de la serpentina y la cazoleta de un tanegashima del período Edo.
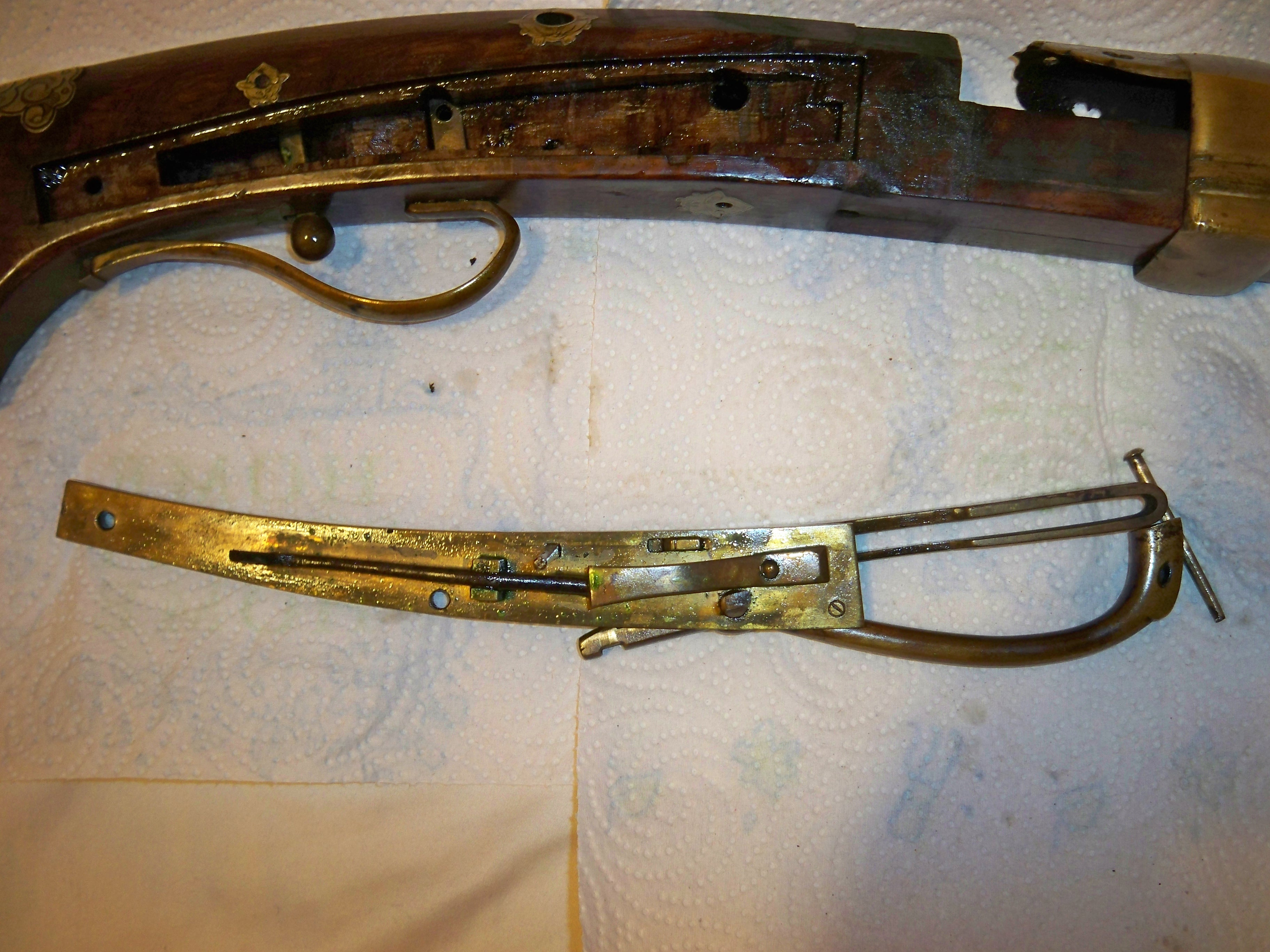
Interior de la llave de mecha de un tanegashima.
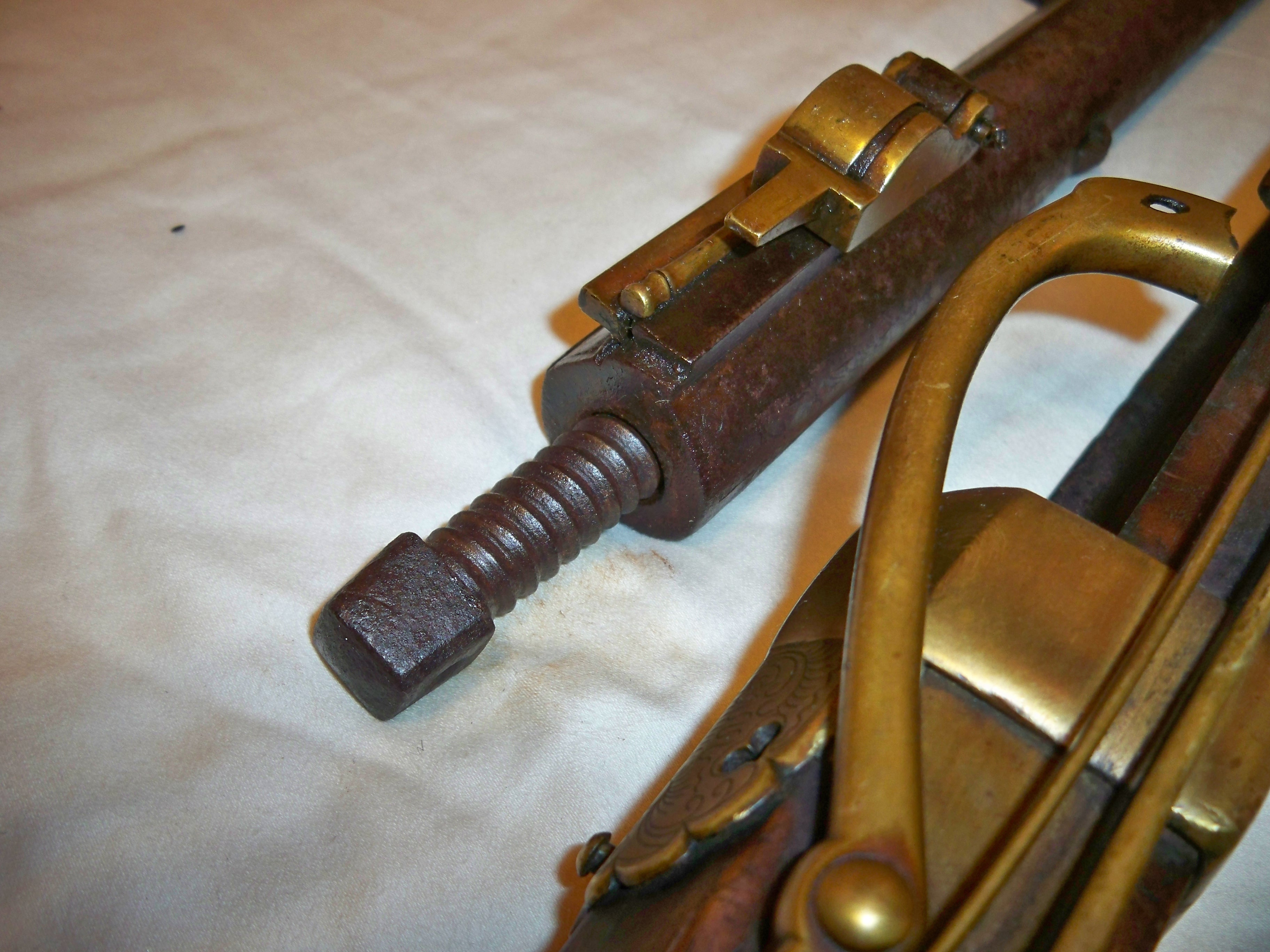
Perno de cierre (bisen) del cañón de un tanegashima del período Edo.
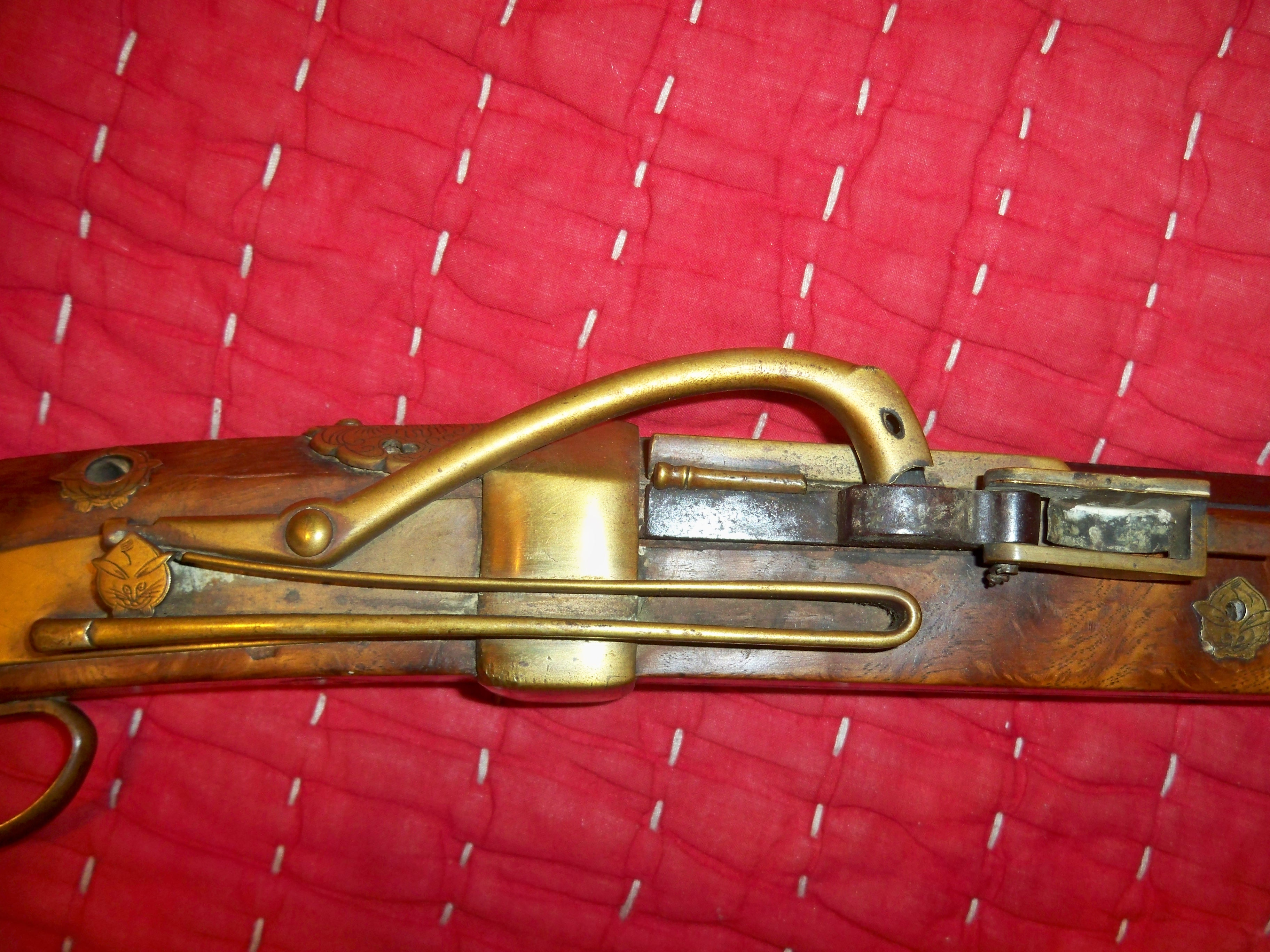
Llave de mecha de un tanegashima del período Edo.